# آرنو نویمان
آرنو نویمان (انگلیسی: Arno Neumann; ۷ فوریهٔ ۱۸۸۵ – ۶ مارس ۱۹۶۶) بازیکن فوتبال اهل آلمان بود.
از باشگاه‌هایی که در آن بازی کرده‌است می‌توان به باشگاه فوتبال درسدنر اشاره کرد.
وی همچنین در تیم ملی فوتبال آلمان بازی کرده‌است.